# 1981 (album)
1981 – album koncertowy zespołu TSA wydany w 2004 roku nakładem wytwórni Metal Mind.
Album nagrany został podczas dwóch koncertów z 1981 roku. Pierwszy odbył się 28 października w Sali Kongresowej w Warszawie, natomiast drugi 27 listopada w Hali Sportowej w Łodzi.

## Lista utworów
1. „Zapowiedź – Jacek Sylwin” – 0:47
2. „Blues Łintera” – 3:14
3. „Spółka” – 4:04
4. „Nocny sabat” – 2:54
5. „Chłopak z gór” – 2:40
6. „Plan życia” – 2:56
7. „Trzy zapałki” – 4:26
8. „Mass media” – 3:41
9. „Dorosły świat” – 2:52
10. „Wpadka” – 3:02
11. „TSA Rock” – 8:29
12. „BIS – Mass Media” – 3:46
13. „Blues Łintera” – 3:06
14. „Spółka” – 3:52
15. „Nocny sabat” – 3:05
16. „Plan życia” – 2:42
17. „Wyprzedaż” – 3:29
18. „Trzy zapałki” – 4:24
19. „Wpadka” – 2:59
20. „Zwierzenia kontestatora” – 4:56
21. „Mass media” – 3:39
22. „TSA Rock” – 4:43

## Twórcy
- Marek Kapłon – perkusja
- Stefan Machel – gitara
- Janusz Niekrasz – gitara basowa
- Andrzej Nowak – gitara
- Marek Piekarczyk – śpiew

## Pozycje na listach
| Lista | Kraj   | Pozycja |
| ----- | ------ | ------- |
| OLiS  | Polska | 34      |